# Pau Lozano Peruchet
Pau Lozano Peruchet   (la Seu d'Urgell, c. 1987) és un polític català.

## Trajectòria
Farmacèutic de formació, va treballar en un equip de recerca per a remodelar la farmàcia abans d'entrar en política institucional. També ha fet d'administratiu.
Pel que fa a la carrera política, va començar participant en diverses organitzacions juvenils, com ara l'Assemblea de Joves de l'Alt d'Urgell, el CAU de Gironella, el Casal Popular de l'Alt Urgell, el Sindicat d'Estudiants dels Països Catalans i l'Ateneu de l'Alt Urgell. Després, va passar a militar en Candidatura d'Unitat Popular i Endavant. Addicionalment, forma part de la Plataforma Stop JJOO, així com del Patronat de la Fundació Sant Hospital de la Seu d'Urgell. També és membre del consell editorial de la revista Tanyada.
En les eleccions al Parlament de Catalunya del 2012, la CUP va incloure'l com a segon candidat de la llista electoral per a la circumscripció de Lleida. Es va presentar a la batllia de la Seu d'Urgell en les eleccions municipals del 2015 com a representant del mateix partit, que no havia concorregut mai al municipi en qüestió. Així doncs, va exercir com a regidor a l'Ajuntament de la Seu d'Urgell del 2015 fins al 2019. Més endavant no va ser reelegit per al càrrec, tot i ser-hi candidat en les eleccions consecutives del 2019 i el 2023.
L'abril del 2019, va ser acusat juntament amb la regidora urgellenca Xènia Antona i altres membres de la CUP i dels Comitès de Defensa de la República de diversos delictes comesos durant la vaga general del proppassat 21 de febrer. Va ser citat a declarar respecte dels suposats crims de resistència, desobediència, desordres públics i atemptat a l'autoritat. Tanmateix, com que cap dels citats s'hi va presentar, al juny els Mossos d'Esquadra els van detenir i dur davant d'un jutge de guàrdia. Presumptament es van tornar a negar a declarar, així que van ser alliberats amb càrrecs. Van fer saber que no havien estat identificats durant les protestes, sinó que els havien acusat a partir de fitxers policials.

## Vida personal
Dedica el temps de lleure a la muntanya, que és la seva passió.